# Živý obraz

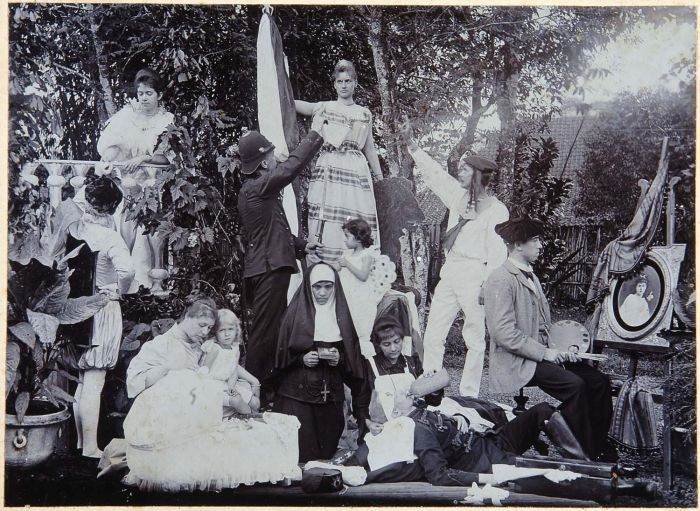
Živý obraz u příležitosti korunovace Vilemíny Nizozemské

Živý obraz (kalk francouzského tableau vivant) je divadelní žánr, ve kterém živí herci v kostýmech zobrazují určitou scénu ve strnulé pozici připomínající tak figurální obraz.
Živé obrazy obvykle zobrazovaly – „oživovaly“ scénu ze známého uměleckého díla (obrazu, případně sousoší), nebo představovaly originální dílo, obvykle apoteózu nějaké osobnosti nebo alegorický výjev. Počátky živých obrazů lze hledat v pózách (Attitudes) Lady Hamiltonové, jejich zlatým obdobím je 19. století, zejména jeho druhá polovina. V českém prostředí jsou spojeny mj. se členy Sokola, tvorba živých obrazů je připisována i Járovi Cimrmanovi.
Do oblasti výpravných živých obrazů na historické téma patří Eckertovy výjevy z povstání tyrolského lidu proti okupaci Tyrol za napoleonských válek v letech 1809-1810, vytvořené v Praze roku 1880. Zvlášť výpravné živé obrazy a to na scéně Národního divadla dokumentoval v roce 1895 Jan Mulač.

## Související
- Happening
- Performanční umění